# Margarita Marbler
Margarita Marbler, né le 16 juillet 1975 dans le Kamtchatka en Russie, est une skieuse acrobatique autrichienne. Elle est spécialiste de l'épreuve des bosses.

## Palmarès

### Jeux olympiques d'hiver
- Jeux olympiques 2002 à Salt Lake City (États-Unis) :
  - 10e sur l'épreuve des bosses.
- Jeux olympiques 2006 à Turin (Italie) :
  - 17e sur l'épreuve des bosses.

### Championnats du Monde de ski acrobatique
- Championnats du monde 2005 à Ruka (Finlande) :
  -  Médaille de bronze en bosses.
- Championnats du monde 2007 à Madonna di Campiglio (Italie) :
  -  Médaille de bronze en bosses en parallèle.

### Coupe du Monde de ski acrobatique
- 1 petit globe de cristal :
  - Vainqueur du classement bosses parallèle en 2003.
- 37 podiums dont 7 victoires.